# Луцій Атілій (народний трибун 210 року до н. е.)
Луцій Атілій (лат. Lucius Atilius; III століття до н. е.) — політичний і державний діяч Римської республіки, народний трибун 210 року до н. е.

## Біографічні відомості
Походив з плебейського роду Атіліїв. Про нього збереглося мало відомостей. У 210 році до н. е., під час Другої пунічної війна та Першої римсько-македонської війни, його було обрано народним трибуном разом з Марком Лукрецієм, Гаєм та Луцієм Ареніями під час консулату Марка Клавдія Марцелла та Марка Валерія Левіна. Про подальшу долю Луція Атілія відомостей не збереглося.